# 1-я кавалерийская дивизия (СССР)
1-я кавалерийская дивизия, воинское соединение Вооружённых Сил СССР в Великой Отечественной войне. Переименована из Одесской запасной кавалерийской дивизии.

## История дивизии
Формировалась с 6 июля 1941 г. в г. Одесса как Запасной кавалерийский полк г. Одесса по штату № 06/60. Численность полка предполагалась в 3053 чел. К 20 июля численность полка составляла 2107 чел. Было сформировано 6 кав. эскадрона, пулемётный эскадрон, сапёрный эскадрон, ремонтный эскадрон, эскадрон связи и распределительный эскадрон.
17 июля было принято решение о переформировании запасного кав. полка в Запасную кавалерийскую дивизию формируемую по штату № 07/3-№ 07/5 численностью 2931 чел. (управление дивизии, три кавполка и бронеэскадрон). 22 июля дивизия была переименована в 1-ю кавалерийскую дивизию (3-й, 5-й, 7-й кавполки и 9-й бронеэскадрон — 9 танков Т-37). Большинство нач. состава формируемого соединения были призваны из запаса, хотя были и кадровые военные, так же обстояло дело и с рядовыми кавалеристами. Мат частью соединение было обеспечено не полностью. Не хватало 45-мм и 76-мм орудий и части пулемётов.
Дивизия формировалась в Котовских казармах на 2-й станции Б. Фонтана.
Командиром 5-го кавалерийского полка, который комплектовался в Котовских казармах, был назначен капитан Фёдор Сергеевич Блинов.
Когда полк был сформирован, при выступлении из Одессы, растянулся полк — 1300 человек — километра на полтора. Хвост колонны ещё вытягивался из Котовских казарм, а голова уже поравнялась с вокзалом, свернули на Пушкинскую. Ещё один перекрёсток — филармония, полк поравнялся с двухэтажным особняком, где жил Пушкин. Полк вышел из Одессы и направился в Лузановку, в которой и расположился. Здесь, под прикрытием деревьев, можно было спрятать коней, замаскировать артиллерию и обозы полка.
Кавалерийская дивизия генерала Петрова, понёсшая большие потери в боях, была выведена в резерв командующего армией.
Кавалерийская дивизия находилась во втором эшелоне. Конники замаскировали своих коней в зарослях кукурузы.
Сформирована 31 июля 1941 года на базе 9-й армии.
В действующей армии с 31 июля 1941 по 29 августа 1941 года.
Участвовала в обороне Одессы.
28 августа 1941 переименована во 2-ю кавалерийскую дивизию.

## Полное название
- 1-я Одесская кавалерийская дивизия

## Подчинение
| Дата                 | Фронт (округ) | Армия            | Корпус (группа) | Примечания |
| -------------------- | ------------- | ---------------- | --------------- | ---------- |
| 01 августа 1941 года | Южный фронт   | Приморская армия |                 |            |

## Периоды вхождения в состав Действующей армии
- с 31 июля 1941 года по 29 августа 1941 года[1]

## Боевой состав
- 3-й кавалерийский полк[1]
- 5-й кавалерийский полк[1]
- 7-й кавалерийский полк[1]
- танковый эскадрон[1]
- комендантский эскадрон[1]
- 932-я полевая касса Госбанка[1]

## Командиры
- Сакович, полковник (6 июля 1941 — 15 июля 1941)
- Луканов, майор (15 июля 1941 — 22 июля 1941)
- генерал-майор И. Е. Петров (26 июля — 20 августа 1941)
- полковник А. Д. Алексеев (20 августа — 28 августа 1941)